# Gamla Ullevi
Gamla Ullevi je nogometna arena smještena u Göteborgu koja je otvorena 5. travnja 2009. Arenu prvenstveno koriste nogometni klubovi GAIS, IFK Göteborg, Örgryte IS, ali i švedska ženska nogometna reprezentacija. Maksimalni kapacitet je 19.000 mjesta od kojih su 4.000 stajaća. Komercijalne površine iznose 2.500 m2, a ima i 27 loža. Igralište je protežnosti 105x68 metara, a podlogu čini prirodna trava. Gamla Ullevi je smješten na istom mjestu gdje je bila istoimena arena otvorena 1916., a srušena 2007. godine.

## Izgradnja i otvorenje arene
Rušenje stare, već postojeće, arene započinje 9. siječnja 2007. kako bi se napravila nova arena na istom mjestu. U početku je postojala želja za promjenom naziva arene, ali ipak je zadržan naziv srušene arene. Računa se da su sveukupni troškovi dosegli brojku od 350 milijuna švedskih kruna. U samom početku se kalkuliralo s brojkom od 180 milijuna kruna, ali naknadne izmjene povećale su ukupnu cijenu.
Otvorenje se zbilo 5. travnja 2009. derbijem između Örgrytea i GAIS-a u premijeri švedske nogomentne lige (šved. Allsvenskan). Utakmica je završena s 5:1 u korist GAIS-a pred 17.531 gledateljem.
IFK Göteborg je svoju premijernu utakmicu u areni odigrao 11. travnja iste godine potiv Djurgårdens IF pobijedivši sa 6:0 pred 18.276 gledatelja.
Ženska nogometna reprezentacija Švedske odigrala je prvu utakmicu u areni u prijateljskom ogledu protiv Brazila 25. travnja 2009.

## Vanjske poveznice
- Službene stranice